# 끼꿍강
끼꿍강(Sông Kỳ Cùng)은 베트남 북동부의 주요 강이다. 끼꿍강은 랑선성을 관통해 흐른다. 지류는 박장강과 박케강을 포함하고 있다. 강의 원천은 딘럽현의 북부 해발 1,166미터에서 발원한다. 역사적으로 강이 통과하는 계곡은 농업 생산에 중요했으며, 박선 부족의 사람들이 수 세기 동안 거주했다. 리 왕조에는 베트남과 중국 간 무역 시장이 랑선 끼꿍강에 설립되었었다.

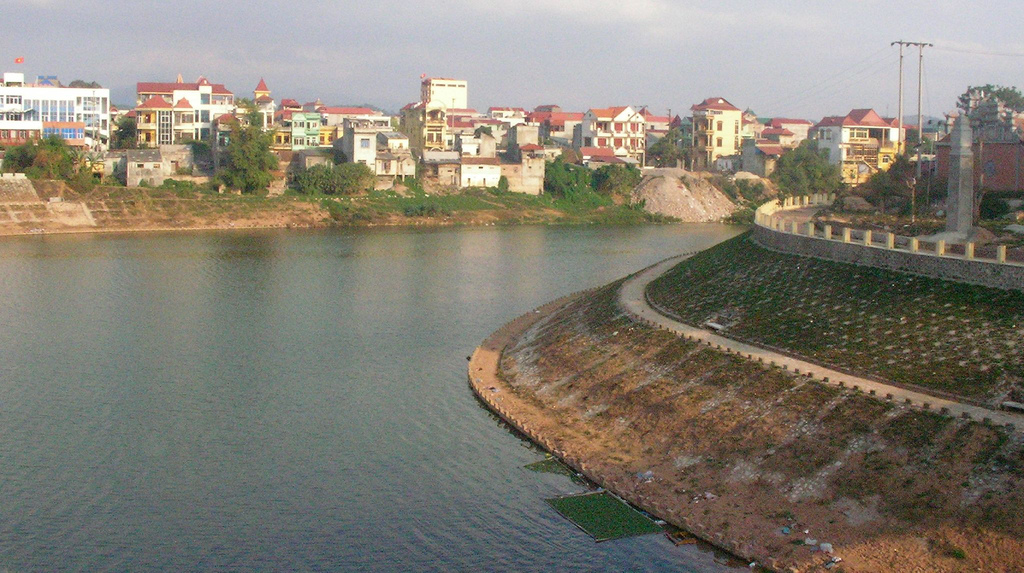
랑선의 끼꿍강
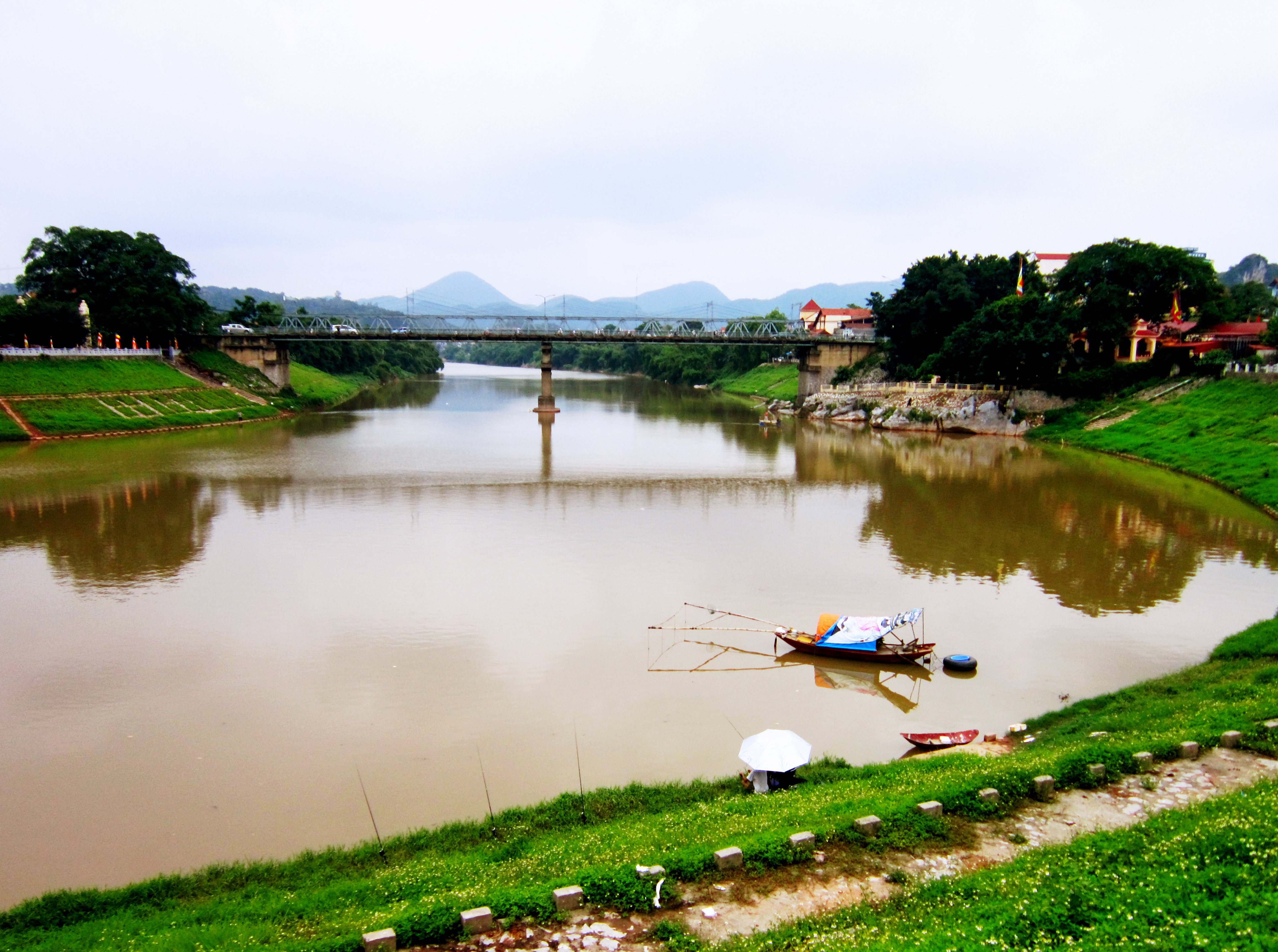
낄루아의 끼꿍강